# 117 Dywizja Strzelców (III Rzesza)
117 Dywizja Strzelców (niem. 117. Jäger-Division) – jedna z niemieckich dywizji strzelców powstała ze 717 Dywizji Piechoty.

## Historia
117 Dywizja Strzelców utworzona została 11 kwietnia 1943 w okupowanej Jugosławii z 717 Dywizji Piechoty. Przekształcenie 717 DP w 117 Dywizję Strzelców nie polegało jedynie na zmianie nazwy, lecz także na doposażeniu dywizji i uczynienie jej bardziej manewrową.  Następnie przerzucono ją na Peloponez, gdzie pełniła rolę wojsk okupacyjnych do września 1944. 
Później wzięła udział w odwrocie z Bałkanów tocząc po drodze ciężkie walki z jugosłowiańskimi partyzantami. W 1945 r. dywizja walczyła z oddziałami Armii Czerwonej, a w momencie upadku Berlina zmierzała do Austrii w celu dołączenia do 6 Armii Pancernej SS. 
Decyzja dowództwa o marszu jednostki na zachód, miała na celu uniknięcie kapitulacji przed Armią Czerwoną i dostania się do jej niewoli. Ostatecznie 117 Dywizja Strzelców poddała się armii USA pod Steyr w maju 1945.

### Zbrodnie wojenne
15 grudnia 1943 roku w greckim miasteczku Kalawrita żołnierze 117 Dywizji Strzelców wymordowali niemal wszystkich mężczyzn i chłopców. Łącznie zamordowano około 700 osób. 

## Dowódcy dywizji
- gen. Karl von le Suire (od 1 maja 1943),
- gen. por. August Wittmann (od 10 lipca 1944)
- gen. mjr Hans Kreppel (od 10 marca 1945)[4].

## Struktura organizacyjna
- 737  pułk strzelców
- 749  pułk strzelców
- 670  pułk artylerii
- 116  batalion rozpoznawczy
- 117  batalion niszczycieli czołgów
- 117  batalion inżynieryjny
- 117  batalion łączności
- 177 batalion zapasowy
- 117  dywizyjny oddział zaopatrzeniowy

W grudniu 1944 r.  dywizja wchłonęła dwa forteczne bataliony piechoty (1004. i 1005.), a w marcu 1945 r.  944  armijny pułk artylerii nabrzeżnej